# 张集乡 (响水县)
张集乡是中国江苏省盐城市响水县下辖的一个乡。

## 行政区划
张集乡下辖以下行政区：
张集居委会、华余村、大东村、港湾村、佑东村、大圩村、月港村、杨回村、三河村、姜圩村、韩荡村、何圩村